# Rävahidalen
Rävahidalen är ett naturreservat i Vännäs kommun i Västerbottens län.
Området är naturskyddat sedan 2008 och är 18 hektar stort. Reservatet omfattar en av en mindre ravin som löper ut i Umeälven. Reservatet består av granskog.